# Batman
 For alternative betydninger, se Batman (flertydig). (Se også artikler, som begynder med Batman)
Batman (først kendt som The Bat-Man, direkte oversat "Flagermusmanden") er en amerikansk tegneseriefigur skabt af tegneren Bob Kane og forfatteren Bill Finger. Batman optrådte første gang i tegneserien Detective Comics 27 fra maj 1939.
Batman er en superhelt, som samarbejder med en række personer, heriblandt Alfred Pennyworth, Lucius Fox, Gordon Brown samt flere lignende superhelte som bl.a. tæller Robin, Nightwing, Batgirl, Batwoman, Catwoman og i flere crossover-albummer også med Justice League. Batman har ingen superkræfter, men benytter sig i stedet af sine snilde, sin fysiske træning og ny teknologi, som han kan anskaffe og udvikle ved hjælp af sin store formue. Disse effekter tæller batmobilen, et bælte med mange forskellige gadgets, battelefon, batmotorcyklen og batflyet, som han gemmer i bathulen under Wayne Manor.

## Universet
Batman hører hjemme i det amerikanske superhelte-univers fra forlaget DC, omend han rent faktisk ingen superkræfter har selv. I stedet er han veludstyret med den nyeste teknologi, som han selv finansierer, da han til daglig lever under sin virkelige identitet som multimillionæren og playboyen Bruce Wayne.
Batmans univers indeholder et rigt persongalleri af onde eller gale superskurke, som f.eks. Gækkeren (the Riddler), Jokeren (the Joker), Two Face, Poison Ivy, Catwoman og Pingvinen (the Penguin). I mange udgaver af Batman ledsages Batman ofte også en hjælper Robin (the Boy Wonder).
Journalisten Tørk Haxthausen, der tilhørte den progressive venstrefløj, var stærkt kritisk til tegneserier og udgav i 1955 bogen Opdraget til terror, hvor han skrev om "seriefabrikanternes sindssyge fantasi", hvor "førerdyrkelsen" og "unge homoseksuelle" fremmede afvigende seksualitet. Især forholdet mellem Batman og Robin blev opfattet som problematisk, som en opfordring til pæderasti, fordi "ellers normale drenge fik vakt en usund, homoseksuel nysgerrighed," skrev Haxthausen. De danske skolelærere og deres fagblad Folkeskolen engagerede sig i kampen mod de farlige tegneserier, og der blev afholdt forældremøder for at advare mod tegneserier.

## Bruce Wayne / Batman
Bruce Wayne er superhelten Batmans hemmelige identitet. I virkeligheden er han milliardær, playboy og filantrop. Som barn var han vidne til mordet på sine egne forældre, Thomas og Martha Wayne. Dette fik ham til at optræne sig selv til perfektion, både fysisk og intellektuelt, iføre sig et flagermus-lignende kostume, og bekæmpe kriminalitet. Historien om mordet på Waynes forældre er fortalt og genfortalt adskillige gange.
I al almindelighed kan Bruce Wayne virke som en ansvarsløs, overfladisk playboy som lever af sin families formue og indtægterne fra Wayne Enterprises, et stort privat konglomerat, som han har arvet.
Bruce Wayne bor på herregården Wayne Manor, der normalt beskrives og afbildes som opført i gotisk stil. På Wayne Manor arbejder butleren Alfred Pennyworth, der også kender Waynes identitet som Batman, og i nogle historier hjælper han ham med forskellige opdrag.
Forbes Magazine skønner at Bruce Wayne er den 8. rigeste fiktive figur, med hans 7 milliarder $. Wayne er dog også kendt for at bidrage til velgørenhed, hovedsageligt igennem the Wayne Foundation, en velgørende fond som støtter ofre for kriminalitet og hjælper folk til ikke at blive kriminelle.
Bruce skaber sit playboy-image for at undgå eventuelle mistanker om hans dobbeltliv, og han spiller endda af og til dum og selvoptaget for yderligere at skabe en distance. Batman er meget afklaret med sit dobbeltliv, og betragter at holde sin hemmelige identitet som en top prioritet. Flere gange har han endda risikeret døden for ikke at afsløre sin sande identitet, ved at vise sine færdigheder offentligt.

## Robin
Den første Robin – Dick (Richard) Grayson – var søn af et cirkusartistpar. Hans forældre blev dræbt ved styrt fra trapezen under en forestilling, da indehaveren af cirkusset nægtede at betale beskyttelsespenge. Bruce Wayne (Batman) var blandt publikum. Han vidste hvordan det føltes at miste sine forældre, og blev værge for Dick. Senere har Bruce adopteret Dick. Dick opererer nu i byen Blüdhaven uden for Gotham og har superhelte-identitet som Nightwing efter han har været Robin i et stykke tid. Efter at Bruce forfalsker hans død, bliver han den nye Batman. I post-Flashpoint universet blev han i Gotham som Nightwing.
Den næste Robin – Jason Todd – var en småkriminel ungersvend, som Batman stiftede kontakt med første gang, da Jason var ved at rippe Batmobilen. Bruce kunne se et potentiale i knægten og tog ham under sine vinger. Imidlertid havde Jason en masse indestængt vrede og han var ikke så autoritetstro som Dick. Dette skulle få fatale følger for Jason, som blev dræbt af Jokeren på et opdrag, hvor Bruce og Jason forsøgte at opspore Jasons mor (A Death In The Family). Han blev derefter, i nogle versioner, genoplivet af Ra's Al-Ghul i et Lazaruzpit og startede en ny karriere, som Red Hood (Jokerens tidligere alias), hvor han gør ting, som Batman ikke tillod. I post-flashpoint-universet er han leder af Outlaws.
Den tredje Robin – Tim Drake – er en fornuftig ung mand. Som lille dreng var han i cirkus med sine forældre den selvsamme dag, som Dicks forældre blev dræbt. Dicks optræden gjorde et stort indtryk på Tim. Derfor kunne han som teenager genkende Dick som Robin i et TV-klip. Derfra var der ikke langt til at regne ud, at Bruce Wayne måtte være Batman. Da Jason kort tid forinden var blevet dræbt, opererede Batman uden en Robin ved sin side, og Batman var også blevet mere uforsigtig og tog unødige chancer. Under et opgør mellem Twoface og Batman/Nightwing, lykkedes det Tim at overbevise Bruce om, at Batman behøver en Robin til at dække sig. Han skulle dog gennem mange prøvelser, inden han fik lov at operere som Robin.
Tims forældre blev kidnappet af en pengeafpresser og Batman gjorde hvad der stod i hans magt for at finde og redde dem. Det lykkedes kun at redde Tims far – hans mor døde efter at have drukket forgiftet vand. Det, at Tims far er levende, har givet Tim en del problemer, når han har skullet forklare sin gøren og laden. For nylig fandt Tims far ud af sandheden, hvilket førte til at Tim kortvarigt stoppede som Robin. Men han er på banen igen, med sin fars tilladelse. I tegneserie-eventen Identity Crisis (2004) blev Tim Drakes far dog slået ihjel af Captain Boomerang. Efter at Damian blev Robin, bekæmpede han kriminalitet som Red Robin. I post-Flashpoint universet fører han Teen Titans som Red Robin.
Den fjerde Robin – Stephanie Brown – var datter af superskurken Cluemaster, og begyndte sin karriere som superhelten Spoiler. Da Tims far fik ham til at stoppe med at være Robin, tog Stephanie hans sted i en kort tidsrum. Efter hun forfalsker sin død, og Tim vender tilbage som Robin, bliver hun Spoiler igen og senere Batgirl. Efter Flashpoint er hendes skæbne i DC-Universet ukendt.
Den femte og sidste Robin – Damian Wayne – er Bruce Waynes og Talia Al-Ghuls søn. Han er en tiårig med snigmorderuddannelse, og en hård personlighed. Han var Robin under Dicks ræs som Batman. I post-flashpoint-universet blev Robin til hans far, Bruce Wayne.

## I andre medier
Tegneserien er filmatiseret flere gange, både som tegnefilm og med levende skuespillere. Tv-serien i 120 afsnit, der første gang løb over skærmen i perioden 1966-1968, havde Adam West i hovedrollen og var en meget humoristisk slapstick-udgave af Batman.

### Film

#### Spillefilm
- Batman (1943)
- Batman and Robin (1949)
- Batman (1966)
- Batman (1989)
- Batman Returns (1992)
- Batman Forever (1995)
- Batman & Robin (1997)
- Batman Begins (2005)
- The Dark Knight (2008)
- The Dark Knight Rises (2012)
- Batman v Superman: Dawn of Justice (2016)
- The Batman (2022)

#### Animerede film
- Batman: Mask of Phantasm (Batman – Dødsenglen) (1993)
- Batman & Mr. Freeze: SubZero (1998)
- Batman Beyond: Return of the Joker (2000)
- Batman: Mystery of the Batwoman (2003)
- The Batman vs. Dracula (2005)
- Justice League: The New Frontier (2008)
- Batman: Gotham Knight (2008)
- Superman/Batman: Public Enemies (2009)
- Batman: Under the Red Hood (2010)
- Batman: Year One (2011)
- The Lego Movie (2014)
- Batman: Bad Blood (2016)
- Batman: The Killing Joke (2017)

### Tv-serier
- Gotham (2014-2019)

#### Live-action Tv-serier
- Batman (1966-1968)
- Birds of Prey (2002-2003)

#### Animerede Tv-serier
- Batman/Superman Hour (1968-1969)
- Batman with Robin the Boy Wonder (1969-1970)
- Super Friends (1973-1986)
- New Adventures of Batman (1977-1981)
- Batman: The Animated Series (1992-1995)
- The New Batman Adventures (1997-1999)
- Batman Beyond (Fremtidens Batman) (1999-2001)
- Justice League (2001-2004)
- Justice League Unlimited (2004-2006)
- The Batman (2004-2008)
- Batman: The Brave and the Bold (2008- )
- The Lego Batman Movie (2017)

### Spil
- Batman (1986)
- Batman: The Caped Crusader (1988)
- Batman (1989-1990)
- Batman (1990)
- Batman: Return of the Joker (2002)
- Batman Returns (1993)
- Batman: The Animated Series (1993)
- The Adventures of Batman & Robin (1994)
- Batman Forever (1996)
- Batman & Robin (1997)
- Batman Beyond: Return of the Joker (2000)
- Batman: Chaos in Gotham (2001)
- Batman: Gotham City Racer (2001)
- Batman: Vengeance (2001)
- Batman: Dark Tomorrow (2003)
- Batman: Rise of Sin Tzu (2004)
- Batman Begins (2005)
- Lego Batman: The Video Game (2008)
- Batman: Arkham Asylum (2009)
- Batman: Arkham City (2011)
- The Dark Knight Rises (2012)
- Lego Batman 2: DC Super Heroes (2012)
- Injustice: Gods Among Us (2013)
- Batman: Arkham Origins (2013)
- Lego Batman 3: Beyond Gotham (2014)
- Batman: Arkham Knight (2015)